# Akka (Berg)
Akka, auch Áhkká geschrieben, ist ein Bergmassiv in Lappland in Schweden. Im Samischen und Finnischen bedeutet der Name „Altes Weib“ und verweist damit auf die Muttergottheit (die allererste hieß Maderakka, siehe dazu auch Finnische Mythologie und Samische Mythologie). Der Berg liegt im Nationalpark Stora Sjöfallet am Ufer des nach ihm benannten Akkajaure-Sees gegenüber der Ortschaft Ritsem. Man bezeichnet das majestätische Massiv auch als „Lapplands Königin“.
Der Name des Berges inspirierte Selma Lagerlöf: Sie nannte in ihrem Roman Die wunderbare Reise des kleinen Nils Holgersson mit den Wildgänsen die Anführerin der Wildgänse „Akka von Kebnekaise“.

## Weblinks

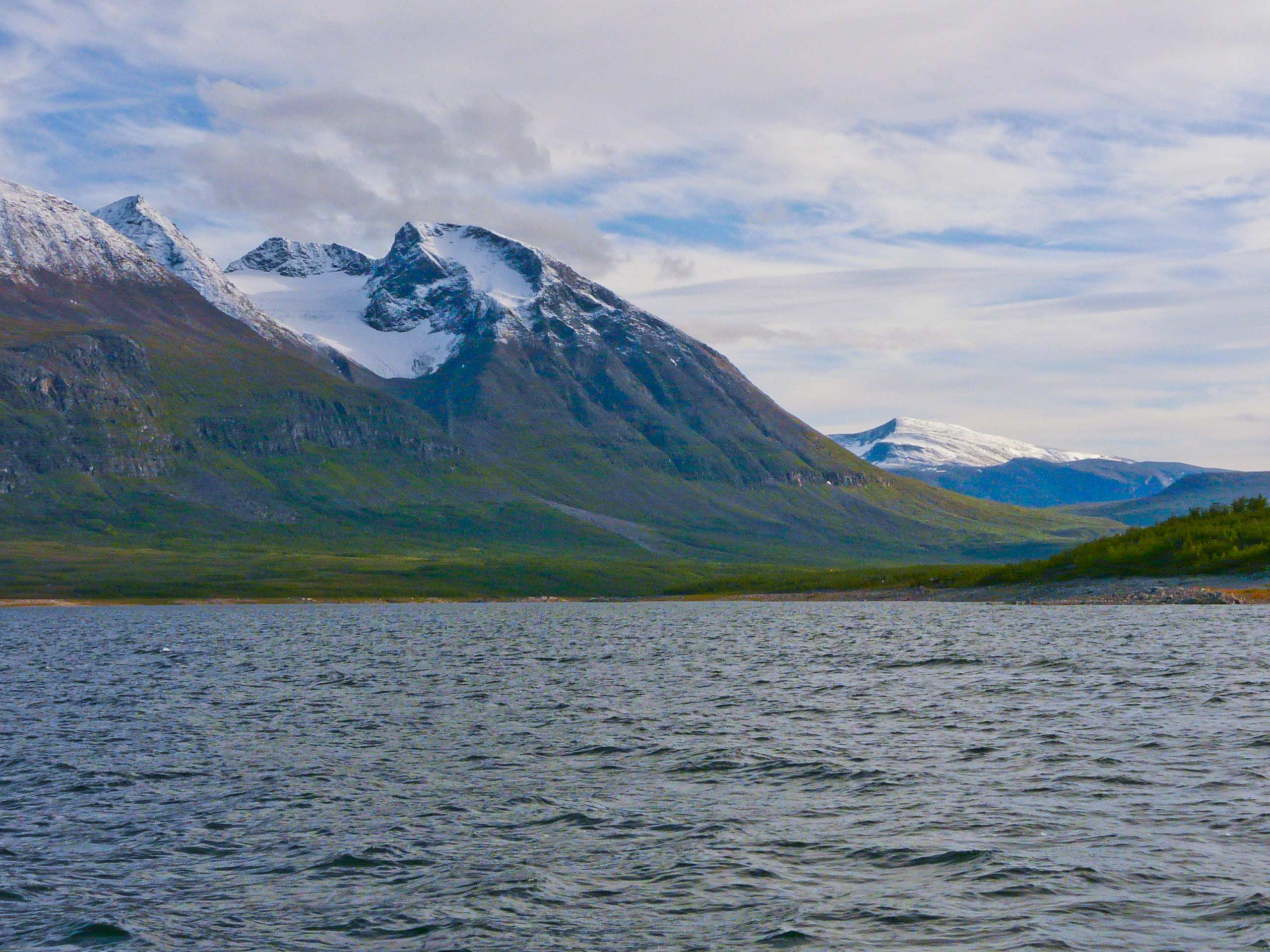
Blick vom Akkajaure auf das Akkamassiv. Von rechts Västtopparna-Nordwestgipfel und -Hauptgipfel und Dubbeltoppen-Nordwestgipfel

## Gipfel
Der höchste Gipfel des allseitig freistehenden, mehrgipfligen Bergmassivs ist der Stortoppen mit Höhen von 2011 Metern (Westgipfel), 2007 Metern (Ostgipfel; Schartenhöhe 10 m) und 1905 Metern (Nordostgipfel; Schartenhöhe ca. 40 m). Dem Stortoppen nördlich vorgelagert liegt ein namenloser Berg mit einer Höhe von 1604 Metern (Schartenhöhe ca. 215 m) und westlich der Borgtoppen mit 1961 Metern (Schartenhöhe 181 m). Weiter westlich, nach einer tiefen Scharte, folgt der  Dubbeltoppen (Westgipfel: 1835 m; Schartenhöhe ca. 250 m), der aus südlicher Richtung als Doppelgipfel erscheint, insgesamt aber drei weitere Gipfel besitzt: den Ostgipfel (über 1800 m), den scharfen Grat des tief abgesetzten Nordostgipfels (1812 m, Schartenhöhe ca. 115 m) und den Nordwestgipfel (1790 m). Dem Dubbeltoppen nördlich vorgelagert ist der Majtoppen (1624 m; Schartenhöhe ca. 105 m); westlich des Dubbeltoppen schließt der Västtopparna (1793 m; Schartenhöhe ca. 160 m, Nordwestgipfel: 1738 m) das Akka-Massiv ab.